# Erato (geslacht)
Erato is een geslacht van weekdieren uit de klasse van de Gastropoda (slakken).

## Soorten
- † Erato clifdenensis Laws, 1935
- † Erato cypraeola (Brocchi, 1814)
- † Erato dolini Fehse & Landau, 2003
- † Erato lozoueti Fehse, 2018
- † Erato marshalli Marwick, 1929
- Erato oligostata Dall, 1902
- Erato panamensis Carpenter, 1856
- † Erato praecursor Cossmann & Pissarro, 1905
- Erato prayensis Rochebrune, 1882
- † Erato prodromos Fehse, 2018
- † Erato prolaevis Sacco, 1894
- † Erato senecta R. Murdoch, 1924
- † Erato submorosa Laws, 1935
- † Erato transiens Boettger, 1884
- Erato voluta (Montagu, 1803)
- † Erato vulcania Marwick, 1926
- † Erato waitakiensis Laws, 1935

### Synoniemen
- † Erato accola Laws, 1935 =>  † Archierato accola (Laws, 1935)
- Erato africana Fehse, 2016 => Erato prayensis Rochebrune, 1882
- † Erato antiqua P. Marshall, 1919 =>  † Archierato antiqua (P. Marshall, 1919)
- Erato bimaculata Tate, 1878 => Cypraeerato bimaculata (Tate, 1878)
- Erato callosa A. Adams & Reeve, 1850 => Hespererato scabriuscula (Gray, 1832)
- † Erato chipolana Maury, 1910 =>  † Archierato chipolana (Maury, 1910)
- Erato columbella Menke, 1847 => Hespererato columbella (Menke, 1847)
- Erato cypraeoides C. B. Adams, 1845 => Pachybathron cypraeoides (C. B. Adams, 1845)
- Erato edentula Bozzetti, 2009 => Sulcerato recondita (Melvill & Standen, 1903)
- † Erato emmonsi Whitfield, 1894 =>  † Hespererato emmonsi (Whitfield, 1894)
- Erato gallinacea (Hinds, 1844) => Alaerato gallinacea (Hinds, 1844)
- Erato gemma Bavay, 1917 => Eratoena gemma (Bavay, 1917)
- Erato grata T. Cossignani & V. Cossignani, 1997 => Eratoena grata (T. Cossignani & V. Cossignani, 1997)
- Erato guttula G. B. Sowerby I, 1832 => Hydroginella guttula (G. B. Sowerby I, 1832)
- † Erato hindlei Ladd, 1977 => Proterato hindlei (Ladd, 1977)
- † Erato illota Tate, 1890 =>  † Sulcerato illota (Tate, 1890)
- Erato inhanbanensis Bozzetti, 2009 => Sulcerato recondita (Melvill & Standen, 1903)
- Erato lachryma Gray, 1832 => Proterato lachryma (Gray, 1832)
- Erato lactea Hutton, 1880 => Austroginella muscaria (Lamarck, 1822)
- Erato mactanica T. Cossignani & V. Cossignani, 1997 => Alaerato mactanica (T. Cossignani & V. Cossignani, 1997)
- Erato maugeriae J. E. Gray, 1832 => Hespererato maugeriae (J.E. Gray, 1832)
- Erato nana Sowerby II, 1859 => Eratoena nana (Sowerby II, 1859)
- † Erato neozelanica Suter, 1917 =>  † Proterato neozelanica (Suter, 1917)
- Erato novemprovincialis Yokoyama, 1928 => Gibberula novemprovincialis (Yokoyama, 1928)
- Erato pagoboi T. Cossignani & V. Cossignani, 1997 => Sulcerato pagoboi (T. Cossignani & V. Cossignani, 1997)
- † Erato precursor Fehse, 2018 =>  † Erato prodromos Fehse, 2018
- † Erato pukeuriensis Laws, 1935 =>  † Bellerato pukeuriensis (Laws, 1935)
- † Erato pyrulata Tate, 1890 =>  † Archierato pyrulata (Tate, 1890)
- Erato recondita Melvill & Standen, 1903 => Sulcerato recondita (Melvill & Standen, 1903)
- † Erato rhenana F. A. Schilder, 1933 =>  † Erato prolaevis Sacco, 1894
- Erato sandwichensis G. B. Sowerby II, 1859 => Eratoena sandwichensis (G. B. Sowerby II, 1859)
- Erato scabriuscula Gray, 1832 => Hespererato scabriuscula (Gray, 1832)
- Erato schmeltziana Crosse, 1867 => Eratoena schmeltziana (Crosse, 1867)
- † Erato sepositum Laws, 1935 =>  † Bellerato sepositum (Laws, 1935)
- Erato sulcifera Gray in G. B. Sowerby I, 1832 => Eratoena sulcifera
- † Erato tenuilabrum Laws, 1935 =>  † Bellerato tenuilabrum (Laws, 1935)
- Erato tetatua Hart, 1996=> Trivellona valerieae (Hart, 1996)
- Erato vitellina Hinds, 1844 => Hespererato vitellina (Hinds, 1844)
- † Erato waiauensis Laws, 1935 =>  † Proterato waiauensis (Laws, 1935)